# Ди Лауро
Ди Лауро (итал. Di Lauro) је италијански криминални клан, део Каморе у Напуљу. Клан делује у насељима Секондиљано, Скампија, Мијано, Маријанела, Писинола, као и у суседним општинама Казаваторе, Мелито, Арцано, Виларика и Муњано ди Наполи (све у покрајини Напуљ). На свом врхунцу, између средине 1990-их и почетка 2000-их, организација је зарађивала преко 500.000 евра дневно само од продаје дроге, чинећи Секондиљано највећим отвореним тржиштем дроге у Европи. Оснивач клана је Паоло Ди Лауро (познат као „Чируцо ил милионарио“), родом из Виа Купа дел’Арко у Напуљу.

## Историја
Италијанска Дирекција за борбу против мафије (Direzione Distrettuale Antimafia) је први пут истраживала клан 2002. године, што је довело до хапшења његових утицајних чланова, укључујући шефа клана Абијанте, Рафаела „Папале е Маран“ Абијантеа, који је био повезан са Ди Лауроом. Међутим, Паоло Ди Лауро је успео да остане на слободи. Упркос овом удару, клан је повећао своју моћ, а ухапшени чланови су замењени са неколико синова Паола Ди Лаура: Косимо (рођ. 1973), Чиро (рођ. 1978) и Марко (рођ. 1980). У исто време, коалиција је ојачана другим кlanовима у оквиру Секондиљано алијанса. „Стара гарда“ клана изгубила је утицај, а неки од Ди Лаурових бивших верних савезника формирали су ривалску алијансу (Сцисионисти ди Секондиљано) и започели крваву борбу за власт 2004. године, познату као Скампија феуд.
Према извештајима Антимафијских власти из 2021. године, након више од деценије великог ослабљења организације захваљујући хапшењима већине њених чланова, клан би заправо могао да се враћа, показујући све израженију предузетничку оријентацију, а све мање ангажованост у уценама и другим „уличиним криминалним делатностима“. Ди Лаурови би одржавали своју ауторитет и економску стабилност кроз рекурентно преуређивање унутрашњих структура, али посебно кроз нове предузетничке стратегије функционалне за прање новца. Ново вођство организације, које власти сматрају предвођеним једним од синова Паола Ди Лаура, углавном улаже у међународну илегалну трговину страних дувана и истовремено ревитализује посао са фалсификованим производима широм Европе.

## Активности
У раним 2000-им, приходe клана од дроге италијански истражитељи су проценили на око 200 милиона евра годишње. У време владавине Паула Ди Лаура, Секондиљано, упориште клана, је постало највеће отворено тржиште наркотика у Европи.
Клан Ди Лауро је преусмеравао зараду у некретнине, често купујући десетине станова у Напуљу, поседујући продавнице у Француској и Холандији, као и послове увоза крзна, лажног крзна и доњег веша. Косимо Ди Лауро је путовао у Париз да контролише послове клана у Француској, често возећи свој Ламборгини кроз град. Клан је такође веома активан у фалсификовању одеће у Холандији.
Према исказу сарадника правде Антонија Акурса, клан Ди Лауро има више веза са Сакра Корона Унита у вези са трговина дрогом.
Клан Ди Лауро наводно има савез са кланом Контини, посебно са Чиром Континијем, нећаком шефа Едоарда Континија. Према исказу сарадника правде Доменика Еспозита, оба клана имају споразум у вези са пословима трговина дрогом.
12. јула 2019, италијанска полиција је запленила 300 милиона евра, укључујући 600 кућа, земљиште, 16 аутомобила и банковне рачуне Антонија Пасарелија, бизнисмена за кога се верује да је повезан са кланом Ди Лауро.
У октобру 2021, шпанска полиција је ухапсила важног члана организације у Малаги, задуженог за активности продаје илегалног дувана у Шпанији. Према полицији, ради се о шпанском држављанину, чије име није објављено у медијима.

## Вођство
- Паоло Ди Лауро је отишао у бекство 2002. и препустио послове својим синовима Косиму и Винченцу Ди Лауру (рођ. 1975).[14][15]
- Косимо Ди Лауро, познат као „дизајнерски дон“, је ухапшен 2005. и осуђен на доживотни затвор.[16] Косимо је преминуо у затвору јуна 2022.[17]
- Марко Ди Лауро је ухапшен у Напуљу 2. марта 2019. и осуђен на доживотни затвор.[18][19]
- Нунцио Ди Лауро је ухапшен 3. марта 2008.[20]
- Према новинару Роберто Савијану, након Марковог хапшења, нови лидери организације били су Винченцо и Чиро Ди Лауро.[21]
- Чиро Ди Лауро је први пут ухапшен крајем 2004.[1] У фебруару 2022. поново је ухапшен, оптужен за два убиства из 2004.[22]
- Винченцо Ди Лауро је ухапшен у марту 2007.[23] Од 2021. Винченцо Ди Лауро је у кућном притвору.[24]
- Салваторе Ди Лауро, познат као „Теремото“ (Земљотрес), иако са историјом одласка у затвор и пуштања на слободу, је пуштен из затвора у септембру 2021.[24]

## Кодекси понашања
У годинама када је Паоло Ди Лауро био на челу клана, установио је неколико правила понашања за своје сараднике, међу којима је било забрањено убијање једних других из економских разлога. Ако су постојали економски проблеми међу члановима или сарадницима, сазивана је седница врха организације за преговарање. Друго правило се односило на сталне територијалне ратове између кланова Каморе. У клану Ди Лауро није било дозвољено убијање чланова ривалских кланова из овог разлога, осим ако цело веће формирано од свих лидера клана није дало овлашћење за то. Клан је, међутим, веома строг у погледу ванбрачних афера својих чланова и удварања партнерима чланова или сарадника. У овом случају, дозвољено је убијање оних који су прекршили једно од ових два правила.

## У популарној култури
- Серија Гомора је инспирисана кланом Ди Лауро и њиховим ратом против Сцисионисти ди Секондиљано, предвођених Рафаеле Амато.